# بيغاكسان (جبل)
بيغاكسان (بالكورية: 백악산) هو جبل يقع بين مقاطعة غوسان في إقليم تشنغتشونغ الشمالي، ومدينة سانغجو في إقليم غيونغسانغ الشمالي، في كوريا الجنوبية. يبلغ ارتفاع الجبل حوالي 858 مترًا (ما يعادل 2,815 قدمًا).